# Каллифон
Каллифон (II ст. н. э.) — оригинальный древнегреческий философ эпохи кризиса эллинизма.

## Биография
О нём почти ничего не известно. Есть только свидетельство Цицерона о философии Каллифона. Последний в своих доработках пытался совместить телесное наслаждение и добродетель, а также идеи Аристотеля с идеями Эпикура. Впрочем, мнения Каллифона не получили широкого распространения и поддержки.